# Trippie Redd
Michael Lamar White IV. (Canton, Ohio, SAD, 18. lipnja 1999.), poznatiji pod umjetničkim imenom Trippie Redd, američki je reper i pjevač. Poznato je lice SoundCloud rapa, glazbene scene koja je ušla u mainstream sredinom 2010-ih.
Debitantski miksani album, A Love Letter to You objavio je u svibnju 2017., uključujući glavni singl na istom "Love Scars", dovevši ga do zamjećivanja među širom publikom. Singlovima "Dark Knight Dummo", "Taking a Walk" i "Topanga" dospio je na Billboardove Hot 100 ljestvice. Debitantski studijski album, Life's a Trip objavio je u kolovozu 2018., a drugi ! (izgovor: Exclamation Mark), u kolovozu 2019. Oba su uspjela ostvariti prvih pet mjesta na Billboard 200. Četvrti miksani album, A Love Letter to You 4, koji je objavio u studenom 2019., postao je njegovo prvo izdanje broj jedan. Treći studijski album, Pegasus, objavljen u listopadu 2020. dospio je do 2. mjesta na Billboardovih 200, kao i četvrti, Trip at Knight koji je objavljen u kolovozu 2021. Singl s potonjeg albuma, "Miss The Rage" na kojem gostuje reper Playboi Carti, došao je do 11. mjesta na Hot 100, čime je postala njegova do sada najviše plasirana pjesma te je zaradila platinastu nagradu RIAA-e. Svoj peti studijski album, Mansion Musik, objavio je u siječnju 2023. te je zauzeo 3. mjesto na Billboardovoj 200 ljestvici. Peti nastavak serijala miksanih albuma – A Love Letter to You, objavio je u kolovozu 2023. S čestim kolegom i suradnikom, reperom i pjevačem MGK-jem (ranije poznatim kao Machine Gun Kelly), objavio je suradnički extended play Genre: Sadboy u ožujku 2024. godine. Međutim, album je ostao upamćen po slabijim ocjenama glazbenih kritičara.

## Glazbeni stil i utjecaji
Trippie Redd je u jednom intervjuu svoju glazbu nazvao mješavinom hip-hopa, R&B-a, alternativnog rocka i popa. Kao svoje glazbene utjecaje navodi ponajprije izvođače hip-hopa poput Lil Waynea, T-Paina, J. Colea, Drakea i Kanyea Westa, ali i sastave rocka kao što su Kiss, Nirvana i System of a Down.

## Osobni život
White je irskog, afroameričkog i indijanskog podrijetla. U ožujku 2018. tvrdio je da je vrijedan 7 milijuna dolara i da je svojoj majci kupio kuću od 300 tisuća dolara. Godine 2022. potpisao je diskografski ugovor vrijedan 30 milijuna dolara s 10K Projectsom. Nakon potpisivanja ugovora kupio je vilu na Floridi vrijednu 7,5 milijuna dolara.
Nakratko je hodao s repericom Coi Leray 2019. godine. Obnovili su vezu u kolovozu 2024., a 1. siječnja 2025. godine objavljeno je da očekuju svoje prvo dijete. 17. lipnja iste godine, White je objavio kako je po prvi puta postao otac kćerke imena Miyoco, a Leray je na svojem instagram profilu objavila sliku novorođene kako se drži za majčin prst.

## Problemi sa zakonom
White je bio uhićen u okrugu Cobb u Georgiji nakon napada na repera FDM Gradyja krajem svibnja 2018. Prema Gradyju, White i reper Lil Wop vrijeđali su Gradyjevu djevojku, time prisilivši Gradyja da nakratko upotrijebi vatreno oružje prije negoli se upusti u tučnjavu s Whiteom. U tom trenutku Gradyja su napala četvorica muškaraca uključujući i Whitea i Wopa. White je uhićen pod optužbom za tučnjavu (javnu tučnjavu), kazneno djelo upadanja na posjed i nanošenje štete. Nekoliko tjedana kasnije, početkom lipnja, White je ponovno uhićen u Georgiji pod optužbom za napad jer je navodno pištoljem udarao ženu.

## Diskografija

### Studijski albumi
- Life's a Trip (2018.)
- ! (2019.)
- Pegasus (2020.)
- Trip at Knight (2021.)
- Mansion Musik (2023.)
- NDA (2025.)

### Miksani albumi
- A Love Letter to You (2017.)
- A Love Letter to You 2 (2017.)
- A Love Letter to You 3 (2018.)
- A Love Letter to You 4 (2019.)
- A Love Letter to You 5 (2023.)

### Napomene
- Trippie Redd smatra "!" svojim drugim albumom, ali istovremeno i EP-jem.